# Methanolinea tarda
Methanolinea tarda (лат.) — вид архей из семейства Methanoregulaceae.

## Биологическое описание
Клетки неподвижные, палочковидные, от 0,1—0,7 до 2 мкм, формируют многоклеточные филаменты длиной более 8 мкм.

## Условия обитания
Рост наблюдался между 35 и 55 °C (оптимальная температура — 50 °C) и pH между 6,7 и 8,0 (оптимальный pH — 7,0). Поглощают водород для роста и образования метана.

## Типовой штамм
Типовым штаммом является штамм NOBI-1T (=DSM 16494T =JCM 12467T =NBRC 102358T).

## Родство с другими археями
На основании данных сравнительного анализа последовательностей генов 16s рРНК и гена mcrA (кодирующий α-субъединицы редуктазы метил-коэнзима M в процессе образования метана) первоначально обнаруженный штамм NOBI-1T был отнесён к порядку Methanomicrobiales, однако он не имеет близкого родства с каким-либо известным его представителем. Наиболее близким родственникам по последовательностям генов 16s РНК и mcrA оказались Methanoregula boonei (93,7 % совпадения 16s РНК) и Methanocorpusculum parvum (74,2 % совпадения последовательностей аминокислот mcrA с типовым штаммом).